# Jack Coghill

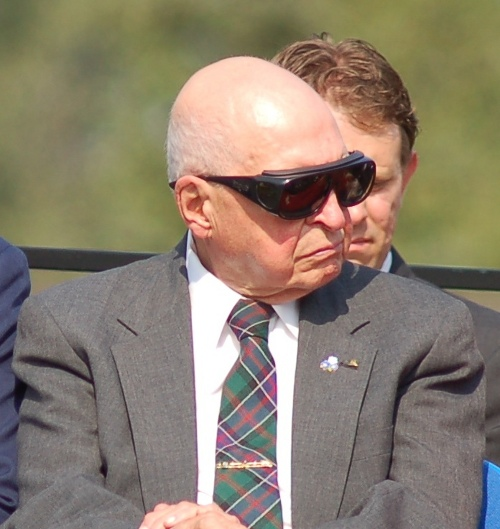
Jack Coghill (2009)

John B. „Jack“ Coghill (* 24. September 1925 in Fairbanks, Alaska; † 13. Februar 2019 in North Pole, Alaska) war ein US-amerikanischer Politiker (Alaskan Independence Party). Er war von 1990 bis 1994 unter Gouverneur Walter Hickel Vizegouverneur des Bundesstaates Alaska. Coghill war 22 Jahre lang Bürgermeister von Nenana in Alaska Interior. Ferner war er Mitglied des Senats für dasselbe Gebiet und einer der Unterzeichner der Verfassung von Alaska.

## Familie
Coghill war mit Frances Peterson verheiratet. Das Paar hatte sechs gemeinsame Kinder: Patty, John Jr., die Zwillinge Jerry und Jim, Paula und Jeff. Sein Vater, William A. Coghill, war ein Pionier, der aus Valdez in das Interior einwanderte. Er arbeitete als Verleger für den heutigen Fairbanks Daily News-Miner und eröffnete die Handelsstelle in Nenana. Das Coghill Store ist heute immer noch in Betrieb und im Besitz der Familie. Jack hatte zwei ältere Brüder, William F. (Col. U.S. Army Ret. und früherer CFO der Alaska Railroad) und Robert A. Sr. (verstorben, managte nach dem Tod von William A. den Coghill Store).

## Ehrungen
Er erhielt 2004 einen Ehrendoktor von der University of Alaska Fairbanks.